# Cixius angustata
Cixius angustata är en insektsart som beskrevs av Caldwell 1938. Cixius angustata ingår i släktet Cixius och familjen kilstritar. Inga underarter finns listade i Catalogue of Life.